# Брезик (Нова Буковиця)
Брезик (хорв. Brezik) — населений пункт у Хорватії, у Вировитицько-Подравській жупанії у складі громади Нова Буковиця.

## Населення
Населення за даними перепису 2011 року становило 158 осіб.
Динаміка чисельності населення поселення:

## Клімат
Середня річна температура становить 11,33 °C, середня максимальна – 25,79 °C, а середня мінімальна – -5,82 °C. Середня річна кількість опадів – 727 мм.
| Клімат поселення                              | Клімат поселення | Клімат поселення | Клімат поселення | Клімат поселення | Клімат поселення | Клімат поселення | Клімат поселення | Клімат поселення | Клімат поселення | Клімат поселення | Клімат поселення | Клімат поселення | Клімат поселення |
| Показник                                      | Січ.             | Лют.             | Бер.             | Квіт.            | Трав.            | Черв.            | Лип.             | Серп.            | Вер.             | Жовт.            | Лист.            | Груд.            |                  |
| Середній максимум, °C                         | 6,00             | 8,19             | 12,85            | 17,36            | 22,83            | 25,79            | 25,48            | 24,81            | 20,48            | 15,22            | 9,47             | 5,28             |                  |
| Середня температура, °C                       | 0,09             | 2,30             | 6,91             | 11,45            | 16,90            | 19,87            | 21,76            | 21,09            | 16,78            | 11,50            | 5,74             | 1,59             |                  |
| Середній мінімум, °C                          | −5,82            | −3,61            | 1,01             | 5,52             | 10,99            | 13,95            | 18,03            | 17,36            | 13,03            | 7,76             | 2,02             | −2,16            |                  |
| Норма опадів, мм                              | 44               | 40               | 44               | 57               | 69               | 90               | 67               | 69               | 58               | 63               | 71               | 55               |                  |
| Середньомісячна швидкість вітру, м/с          | 2.20             | 2.41             | 2.71             | 2.61             | 2.32             | 2.20             | 2.10             | 1.90             | 1.90             | 2.00             | 2.11             | 2.21             |                  |
| Середньомісячна сонячна радіація, кДж/м²·день | 4111             | 6854             | 10772            | 15272            | 19368            | 21406            | 22188            | 19964            | 14726            | 9072             | 4671             | 3485             |                  |
| --------------------------------------------- | ---------------- | ---------------- | ---------------- | ---------------- | ---------------- | ---------------- | ---------------- | ---------------- | ---------------- | ---------------- | ---------------- | ---------------- | ---------------- |
| Джерело:                                      |                  |                  |                  |                  |                  |                  |                  |                  |                  |                  |                  |                  |                  |